# Manfred Hugenschmidt
Manfred Hugenschmidt (* 13. August 1940 in Lörrach) ist ein deutscher Physiker auf dem Gebiet der Laseranwendungen insbesondere der Hochleistungsimpulstechnologie. Er ist Honorarprofessor der Universität Karlsruhe und war Leiter der Division Optronik, Laser, Sensorik im Deutsch-Französischen Forschungsinstitut in Saint-Louis.

## Leben und Wirken
Nach Schule und Besuch des Hans-Thoma-Gymnasiums in Lörrach mit Abitur 1959 studierte Hugenschmidt Nachrichtentechnik und Physik an der Universität Karlsruhe mit Diplomabschluss 1965. Es folgte seine Tätigkeit als wissenschaftlicher Mitarbeiter des Deutsch-Französischen Forschungsinstituts Saint-Louis (ISL). Von 1970 bis 1973 war er wegen Fachlehrermangels nebenberuflich auch als Physiklehrer am Hebel-Gymnasium Lörrach tätig.
Seine weiteren Berufsstationen waren 1970 die Promotion zum Dr.-Ing. an der Universität Karlsruhe mit der Dissertation über Thermalisierung laserinduzierter Plasmen und die Berufung zum Lehrbeauftragten 1973 zum Thema Ausgewählte Kapitel der Lasermesstechnik an derselben Universität.
Von 1977 bis 1989 übernahm er nebenberuflich die Leitung des Fachausschusses Kurzzeitphysik der Deutschen Physikalischen Gesellschaft (DPG). Im Jahr 1978 wurde ihm im ISL die Leitung des Departements Elektronik und Quantenelektronik sowie der Arbeitsgruppe Laseranwendungen, Hochleistungsimpulstechnologie übertragen. Es folgten 1980 die Ernennung zum deutschen Delegierten der Internationalen Kongresse über Hochgeschwindigkeits-Photographie und Photonik und der Vorsitz im internationalen Preiskomitee für die Vergabe der Hubert-Schardin-Goldmedaille der Deutschen Physikalischen Gesellschaft und die Mitgliedschaft im internationalen Organisationskomitee.
Im Jahr 1987 wurde Hugenschmidt zum Honorarprofessor der Universität Karlsruhe, Fakultät Elektrotechnik und Informationstechnologie, Institut für Photonik und Quantenmechanik, (IPQ) ernannt. Er war 1989 Gründungsmitglied der für Forschung und Technologietransfer einflussreichen Wissenschaftlichen Gesellschaft für Lasertechnik (WLT) und ist seit 1992 ist Gutachter in Kommissionen der Deutschen Forschungs-Gemeinschaft (DFG) und für Anträge an das DFG-Förderungsprogramm. Insbesondere war er 2006 und 2012 Gutachter in den ersten beiden Tranchen der Exzellenzinitiative des Bundes und der Länder. 1996 wurde er von der International Society for Optical Engineering (SPIE) mit dem Harold Edgerton Award ausgezeichnet.
Insgesamt verfasste er mehr als 60 ISL Berichte und zahlreiche Veröffentlichungen in renommierten Fachzeitschriften und Conference Proceedings und hielt Vorträge bei internationalen Tagungen in Europa, USA, Russland, Japan und China.
Nach 40 Jahren Mitarbeit im ISL trat er 2005 in den Ruhestand. Er lebt mit seiner Ehefrau Renate in Lörrach.

## Publikationen (Auswahl)
- Insgesamt mehr als 60 ISL-interne Berichte, zahlreiche weitere Publikationen in internationalen Journals, Konferenz-Proceedings sowie in Büchern.
- 1981 Kapitel Light Sources and Recording Methods,  im Band “Fluid Dynamics”, der Serie „Methods of Experimental Physics“, Editor: R. Emrich, in Academic Press Inc. New York   oder
- 1983 Kapitel Laser Photographic and Cinematographic Applications to the Investigation of Transient Phenomena in NATO-ASI-Series-E Nr108 Fast Electrical and Optical Measurements. Editor: J.E. Thompson, L. Luessen, Martinus Nijhoff Publishers Dordrecht Boston Lancester.
- 2006, Herausgabe des Fachbuchs: Hugenschmidt: Lasermesstechnik, Diagnostik der Kurzzeitphysik, im Springer Verlag Berlin Heidelberg New-York.
- 2007, Kapitel Gasdynamical Lasers, Chemical Lasers  in der neuen Serie des internationalen renommierten Standard-Nachschlagewerks Landolt-Börnstein  „Advanced Materials and Technologies“, Volume 1: „Laser Physics and Application“, Subvolume B: „Laser Systems“
- 2013 Festschrift zum Ortsteiljubiläum; 1250 Johr Stette 763-2013;  Lörrach-Stetten & Lörrach-International.